# Rhyacophila rayneri
Rhyacophila rayneri is een schietmot uit de familie Rhyacophilidae. De soort komt voor in het Nearctisch gebied.